# Lijst van wielrenners - S
Dit is een lijst van wielrenners met als beginletter van hun achternaam een S.

## Sa
- Sari Saarelainen
- Marius Sabaliauskas
- Fabio Sabatini
- Hugo Sabido
- Martina Sábliková
- Fabio Sacchi
- Ramón Sáez
- Juraj Sagan
- Peter Sagan
- Agustín Sagasti
- Asjat Saitov
- Fabrice Salanson
- Alexander Salby
- Jules Sales
- Enrique Salgueiro
- Marco Saligari
- Félicien Salmon
- Benoît Salmon
- Ennio Salvador
- Samai Samai
- Branislaw Samojlaw
- José Samyn
- Miguel Sanabria
- Eladio Sánchez
- Fabien Sanchez
- Julián Sánchez
- Luis León Sánchez
- Samuel Sánchez
- Nicholas Sanderson
- Madeleine Sandig
- Michael Sandstød
- Ilaria Sanguineti
- Manuel Sanromà
- Mauro Santambrogio
- Ivan Santaromita
- Vanessa Santeliz Bautista
- Ane Santesteban
- Efrén Santos
- Ivan Santos
- Alain Santy
- Marcin Sapa
- Ignacio Sarabia
- Aleksejs Saramotins
- Saulius Šarkauskas
- Cayetano Sarmiento
- Giuseppe Saronni (Beppe)
- Mario De Sarraga
- Andrej Sartasov
- Milena Del Sarto
- Robert Sassone
- Carlos Sastre
- Cyril Saugrain
- Prisca Savi
- Filippo Savini
- Paolo Savoldelli ('de Valk')
- Michael Sayers

## Sc
- Salvatore Scamardella
- Valentina Scandolara
- Mark Scanlon
- Michele Scarponi
- Lara Scarselli
- Leonardo Scarselli
- Leopold Schaeken
- Fritz Schär
- Roland Schär
- Jan Schaffrath
- Paul van Schalen
- Martin Schalkers
- Michael Schär
- Chris Scharmin
- Bert Scheirlinckx
- Staf Scheirlinckx
- Bouk Schellingerhoudt
- Albert van Schendel
- Antoon van Schendel
- Peter Schep
- Wim Schepers
- Alfons Schepers
- Eddy Schepers
- Jef Scherens
- Steve Schets
- Niels Scheuneman
- Jozef Schils
- Jos Schipper
- Krijn Schippers
- Andy Schleck
- Fränk Schleck
- Johny Schleck
- Regina Schleicher
- Torsten Schmidt
- Trine Schmidt
- Bram Schmitz
- Jean-Pierre Schmitz
- Samantha Schneider
- Skylar Schneider
- Daniel Schnider
- Erik Schoefs
- Ronny Scholz
- Adolf Schön
- Gerhard Schönbacher
- Jehudi Schoonacker
- Walter Schoonjans
- Daniel Schorn
- Briek Schotte (ijzeren Briek, de Kerel van Kanegem)
- Frans Schoubben (Sjans & de witte engel)
- Stephan Schreck
- Carina Schrempf
- Björn Schröder
- Willy Schroeders
- Jan Schröder
- Roy Schuiten
- Gerrit Schulte (le Fou Pédalant)
- Nick Schultz
- Stefan Schumacher
- Edy Schütz
- Hubert Schwab
- Patricia Schwager
- Sebastian Schwager
- Raphael Schweda
- Christina Schweinberger
- Kathrin Schweinberger
- Doris Schweizer
- Maximilian Sciandri
- Léon Scieur
- Luca Scinto (il Pitone)
- Mario Scirea
- Carlo Scognamiglio
- Michele Scotto D'Abusco
- Hugo Scrayen

## Se
- Francesco Secchiari
- Dimitri Sedun
- Kori Kelley Seehafer
- Kevin Seeldraeyers
- Clyde Sefton
- Alf Segersall
- Eddy Seigneur
- Hubert Seiz
- Emanuele Sella
- Félix Sellier
- Rosa Sels
- Ward Sels
- Mirko Selvaggi
- Jean-Charles Sénac
- Theresa Senff
- Roy Sentjens
- Albert Sercu
- Patrick Sercu
- Marc Sergeant
- Jesse Sergent
- Corrado Serina
- Gemma Sernissi
- Aleksandr Serov
- José Serpa
- Marco Serpellini
- Marcos Serrano
- Rafael Serrano
- Ricardo Serrano
- Eddy Serri
- Pieter Serry
- Glauco Servadei
- Emile Severeyns
- Óscar Sevilla
- Robin Seymour
- Christian Seznec

## Sg
- Roberto Sgambelluri

## Sh
- Anna Shackley
- Omer Shapira
- Doug Shapiro
- Miyataka Shimizu

## Si
- Romain Sicard
- Marion Sicot
- Marcel Sieberg
- Sebastian Siedler
- Jan Siemons
- Marc Siemons
- Leonardo Sierra
- Álvaro Sierra
- Christina Siggaard
- Danny Sijen
- Huub Sijen
- Nico Sijmens
- Theo Sijthoff
- Aitor Silloniz
- Jegor Silin
- Josu Silloniz
- Juris Silovs
- Davide Silvestri
- Ole-Sigurd Simensen
- Filippo Simeoni
- Hayley Simmonds
- Quinn Simmons
- Edgardo Simón
- François Simon
- Julien Simon
- Jérôme Simon
- Pascal Simon
- Régis Simon
- Gilberto Simoni (Gibo)
- Ella Simpson
- Ramon Sinkeldam
- Patrik Sinkewitz
- Benoît Sinner
- Ján Šipeky
- Gianluca Sironi
- Aleksej Sivakov
- Kanstantsin Siwtsow

## Sj
- Aleksandr Sjefer
- Boris Sjpilevski
- Aleksej Sjtsjebelin

## Sk
- Agnieszka Skalniak
- Mattias Skjelmose
- Sebastian Skiba
- Jesper Skibby
- Karina Skibby
- Michael Skelde

## Sl
- Jevgeni Sladkov
- Tom-Jelte Slagter
- Iris Slappendel
- Rozanne Slik
- Adrie Slot

## Sm
- Carmen Small
- Roger Smeets
- Dieudonné Smets
- Julien Smink
- Theo Smit
- Bryan Smith
- Dion Smith
- Silke Smulders
- Gatis Smukulis

## Sn
- Herman Snoeijink

## So
- Jawhen Sobal
- Isabelle Söderberg
- Sergej Soechoroetsjenkov
- Christiane Soeder
- Pedro Soeiro
- Julia Soek
- Joeri Soerkov
- Aafke Soet
- Mahdi Sohrabi
- Jevgeni Sokolov
- Luca Solari
- Cesar Solaun
- Renzo Soldani
- Angelino Soler
- Mauricio Soler
- Marc Soler
- Gerrit Solleveld (de Tomaat)
- Hanna Solovey
- Joane Somarriba
- Joseph Somers
- Emma Sonka
- Morten Sonne
- Blaise Sonnery
- Chris Anker Sørensen
- Nicki Sørensen
- Rolf Sørensen
- Edgard Sorgeloos
- Ondřej Sosenka
- Catalina Soto Campos
- Sérgio Sousa

## Sq
- Maëva Squiban

## Sp
- Peter Spaenhoven
- Robert Spears
- Georges Speicher
- Alessandro Spezialetti
- Alfons Spiessens
- Simon Špilak
- Winanda Spoor
- Willy Sprangers
- Amanda Spratt
- Matthieu Sprick
- Zbigniew Spruch
- Joseph Spruyt

## St
- Jean Stablinski
- Kazimierz Stafiej
- Zinaida Stahoerskaja
- Vegard Stake Laengen
- Florian Stalder
- Cees Stam
- Hennie Stamsnijder
- Tom Stamsnijder
- Gorazd Štangelj
- Elizabeth Stannard
- Andreas Stauff
- Johannes Staune-Mittet
- Gert Steegmans
- Claire Steels
- Tom Steels (Tom Bidon)
- Rik Van Steenbergen (Rik I)
- André Steensen
- Harrie Steevens
- Nicole Steigenga
- Daniel Steiger
- Tobias Steinhauser
- Wolfgang Steinmayr
- Alfred Stelleman
- Neil Stephens
- Lauren Stephens
- Ernest Sterckx
- Léo Sterckx
- Dale Stetina
- Peter Stetina
- Wayne Douglas Stetina
- Geert Steurs
- Peter Stevenhaagen
- Julien Stevens
- Ivan Stević
- Jackson Stewart
- Macey Stewart
- Petra Stiasny
- Alex Stieda
- Kyara Stijns
- Matúš Štoček
- Franz Stocher
- Rieno Stofferis
- Michel Stolker
- Lucien Storme
- Becky Storrie
- Simone Stortoni
- Chanella Stougje
- Jeroen Straathof
- Alfonsina Strada
- Marcel Strauss
- Massimo Strazzer
- Marc Streel
- René Strehler
- Tom Stremersch
- Anna Zita Maria Stricker
- Wim Stroetinga
- Corbin Strong
- Tom Stubbe
- Sabrina Stultiens
- Remig Stumpf
- Jasper Stuyven

## Su
- Antonio Suárez
- Sean Sullivan
- Bernard Sulzberger
- Wesley Sulzberger
- Jochen Summer
- Scott Sunderland
- Pia Sundstedt
- Gil Suray
- Tonton Susanto
- Franz Suter
- Heiri Suter
- Paul Suter
- Rory Sutherland
- Chris Sutton
- Shane Sutton
- Adri Suykerbuyk
- Luc Suykerbuyk

## Sv
- Gašper Švab
- Ján Svorada

## Sw
- Stephen Swart
- Corey Sweet
- Jay Sweet
- Emile Sweron
- Roger Swerts
- Ben Swift
- Karlijn Swinkels
- Sylvie Swinkels

## Sy
- Andrzej Sypytkowski
- Gleb Syritsa

## Sz
- Krzysztof Szczawiński
- Sylwester Szmyd

A · B · C · D · E · F · G · H · I · J · K · L · M · N · O · P · Q · R · S · T · U · V · W · X · Y · Z